# William Amherst, 1.º Conde de Amherst
William Pitt Amherst, 1.º Conde Amherst (Bath, 14 de janeiro de 1773 — Knole House, 13 de março de 1857) foi um nobre britânico e o governador-geral da Índia Britânica. Era sobrinho de Jeffrey Amherst, 1.° Barão Amherst e sucedeu-lhe nesse título em 1797.

## Embaixador extraordinário na China
Em 1816, William Amherst foi mandado como embaixador extraordinário à corte da dinastia Quing, na China. Seu objetivo era estabelecer relações comerciais mais satisfatórias entre o Reino Unido e o país. Ao chegar no rio Hai (então Pei Ho), ele foi informado que só poderia se encontrar com o Imperador Jiaqing na condição de que fizesse o kowtow, uma cerimônia que nações ocidentais consideravam degradante. Seguindo o conselho de Sir George Thomas Staunton, que o acompanhou como segundo comissionário, Amherst recusou-se a fazer tal cerimônia; consequentemente, ele não foi autorizado a entrar em Pequim e sua missão falhou.
Nesta viagem foi acompanhado pelo cirurgião e naturalista Clarke Abel, que constituiu uma importante coleção de história natural.
Seu navio (Alceste), depois de navegar pela costa da Coreia e pelas Ilhas Riukyu, a caminho de casa, ficou completamente destruído ao colidir com uma pedra submersa no estreio de Caspar. Lorde Amherst e parte de seus companheiros escaparam nos botes do navio para Jacarta. O navio no qual ele retornou à Inglaterra em 1817 tinha parado em Santa Helena, onde ele pôde falar por várias vezes com o Imperador Napoleão.

## Governador-geral da Índia
Lorde Amherst deteve o cargo de governador-geral da Índia Britânica de agosto de 1823 até fevereiro de 1828. O principal evento que ocorreu durante seu governo foi a Primeira Guerra Birmanesa de 1824, que resultou na concessão de Arakan e de Tenasserim ao Império Britânico.
A sua nomeação para Calcutá veio com a demissão do governador-geral Francis Rawdon-Hastings, em 1823. Entretanto, Amherst foi um governador-geral inexperiente que, pelo menos nos primeiros dias de seu período em Calcutá, foi muito influenciado por oficiais militares antigos em Bengal, tais como Sir Edward Paget. Não querendo perder o prestígio durante a agressão territorial birmanesa (uma disputa que ele herdou de John Adam, que tinha servido como governador-geral antes de sua chegada), Lorde Amherst ordenou suas tropas atacarem.
A guerra durou dois anos, resultando na morte de 15 000 britânicos, e custou cerca de 13 milhões de libras esterlinas, contribuindo assim com uma crise econômica na Índia. Foi por causa do apoio que amigos poderosos seus, como George Canning e o Duque de Wellington, lhe deram que ele não caiu em desgraça no final da guerra. A guerra mudou a posição de Amherst na Birmânia, agora determinada a não anexar a Baixa Birmânia, mas não reparou sua reputação completamente. Foi substituído em 1828, por William Butterworth Bayley.
William foi titulado Conde Amherst, de Arracan nas Índias Orientais, e Visconde Holmesdale, no Condado de Kent, em 1826. Ao retornar à Inglaterra, ele retirou-se da política e assim permaneceu até sua morte, em março de 1857.